# Persone di nome Thomas/Nobili
| Questa pagina contiene informazioni ricavate automaticamente dalle voci biografiche con l'ausilio del template Bio e di un bot. L'aggiornamento è periodico e automatico e ricostruisce completamente la pagina. Se manca una persona in questa lista, sei pregato di non aggiungerla, ma accertati piuttosto che la sua voce biografica contenga il template Bio e che i dati anagrafici siano correttamente compilati. Se il template Bio manca, inseriscilo tu stesso o, in alternativa, metti l'avviso {{tmp\|Bio}} che ne segnala la mancanza. Se i dati riportati sono sbagliati, correggi direttamente la voce biografica; le modifiche saranno visibili in questa lista entro pochi giorni. Per chiarimenti vedi il progetto antroponimi. La lista contiene solo le 78 persone che sono citate nell'enciclopedia e per le quali è stato implementato correttamente il template Bio. Pagina aggiornata al 6 mag 2025. |

Questa è una lista di persone presenti nell'enciclopedia che hanno il nome Thomas e sono nobili.

## B(8)
- Thomas Beaufort, conte di Perche, nobile inglese (n. 1405 - Louviers, † 1431)
- Thomas Bond, I baronetto, nobile inglese (Peckham, n. 1658 - † 1685)
- Thomas Brassey, II conte Brassey, nobile, editore e militare inglese (Hollington, n. 1863 - Westminster, † 1919)
- Thomas Bruce, VII conte di Elgin, nobile e diplomatico britannico (Broomhall, n. 1766 - Parigi, † 1841)
- Thomas Bruce, III conte di Elgin, nobile e politico scozzese (n. 1656 - Bruxelles, † 1741)
- Thomas Brudenell-Bruce, I conte di Ailesbury, nobile inglese (Londra, n. 1729 - Londra, † 1814)
- Thomas Butler, X conte di Ormond, nobile irlandese (n. 1531 - † 1614)
- Thomas Butler, visconte di Thurles, nobile irlandese (n. 1596 - Skerries, † 1619)

## C(5)
- Thomas de Camoys, nobile inglese (n. 1351 - † 1421)
- Thomas Cecil, I conte di Exeter, nobile, politico e militare inglese (Londra, n. 1542 - Londra, † 1623)
- Thomas Clifford, VI barone Clifford, nobile e militare inglese (n. 1363 - Europa orientale, † 1391)
- Thomas Coke, II conte di Leicester, nobile inglese (Holkham Hall, n. 1822 - Holkham Hall, † 1909)
- Thomas Coke, I conte di Leicester, nobile, politico e mecenate britannico (Holkham, n. 1697 - Holkham, † 1759)

## D(8)
- Thomas Darcy, I barone Darcy, nobile e militare britannico (Torre di Londra, † 1537)
- Thomas Douglas, V conte di Selkirk, nobile scozzese (Saint Mary's Isle, n. 1771 - Pau, † 1820)
- Thomas Dundas, II conte di Zetland, nobile e politico inglese (Londra, n. 1795 - † 1873)
- Thomas de Mahy de Favras, nobile e politico francese (Blois, n. 1744 - Parigi, † 1790)
- Thomas Bruce, nobile scozzese (Carrick, n. 1284 - Carlisle, † 1307)
- Thomas de Courtenay, V conte di Devon, nobile inglese (n. 1414 - † 1458)
- Thomas de Lundie, nobile scozzese
- Thomas de Mowbray, I duca di Norfolk, nobile inglese (Venezia, † 1399)

## E(1)
- Thomas Egerton, II conte di Wilton, nobile e politico inglese (n. 1799 - † 1882)

## F(3)
- Thomas FitzAlan, XVII conte di Arundel, nobile inglese (Arundel, n. 1450 - Singleton, † 1524)
- Thomas FitzGerald, II conte di Kildare, nobile irlandese (Maynooth, † 1328)
- Thomas FitzGerald, VII conte di Kildare, nobile e politico irlandese (n. 1421 - † 1478)

## G(3)
- Thomas di Galloway, nobile scozzese († 1231)
- Thomas Grey, II conte di Stamford, nobile e politico britannico (n. 1654 - † 1720)
- Thomas Grey, II marchese di Dorset, nobile inglese (n. 1477 - † 1530)

## H(18)
- Thomas Hamilton, II conte di Haddington, nobile scozzese (n. 1600 - † 1640)
- Thomas Hamilton, VI conte di Haddington, nobile e politico scozzese (Tyninghame House, n. 1680 - Inveresk, † 1735)
- Thomas Holland, I duca di Surrey, nobile inglese (Fotheringhay, n. 1374 - † 1400)
- Thomas Howard, XXI conte di Arundel, nobile, politico e collezionista d'arte inglese (Finchingfield, n. 1585 - Padova, † 1646)
- Thomas Howard, III duca di Norfolk, nobile e politico inglese (n. 1473 - † 1554)
- Thomas Howard, IV duca di Norfolk, nobile inglese (Kenninghall, n. 1536 - Tower Hill, † 1572)
- Thomas Howard, II duca di Norfolk, nobile inglese (Stoke by Nayland, n. 1443 - Framlingham, † 1524)
- Thomas Howard, I conte di Suffolk, nobile, politico e ammiraglio inglese (Londra, n. 1561 - Londra, † 1626)
- Thomas Howard, VIII duca di Norfolk, nobile inglese (n. 1683 - † 1732)
- Henry Howard, VII duca di Norfolk, nobile e militare inglese (n. 1655 - † 1701)
- Thomas Howard, V duca di Norfolk, nobile inglese (n. 1627 - † 1677)
- Thomas Howard, nobile inglese (n. 1511 - Londra, † 1537)
- Thomas Howard, I conte di Berkshire, nobile e politico inglese (Saffron Walden, n. 1587 - † 1669)
- Thomas Howard, XIV conte di Suffolk, nobile e politico britannico (n. 1721 - † 1783)
- Thomas Howard, XVI conte di Suffolk, nobile e politico britannico (n. 1776 - † 1851)
- Thomas Howard, III conte di Berkshire, nobile e politico inglese (n. 1619 - † 1706)
- Thomas Howard, II conte di Effingham, nobile e militare britannico (n. 1714 - † 1763)
- Thomas Howard, III conte di Effingham, nobile e politico britannico (n. 1746 - † 1791)

## K(1)
- Tommaso Knyvet, I barone Knyvet, nobile britannico (n. 1545 - † 1622)

## L(5)
- Thomas Lennard, I conte di Sussex, nobile e politico inglese (n. 1654 - † 1715)
- Thomas Lyon, VIII conte di Strathmore e Kinghorne, nobile britannico (n. 1704 - † 1753)
- Thomas Lyon-Bowes, XII conte di Strathmore e Kinghorne, nobile britannico (St Paul's Walden, n. 1822 - Glamis, † 1865)
- Thomas Lyon-Bowes, XI conte di Strathmore e Kinghorne, nobile britannico (Durham, n. 1773 - Edimburgo, † 1846)
- Thomas George Lyon-Bowes, Lord Glamis, nobile britannico (Hitchin, n. 1801 - Honfleur, † 1834)

## M(1)
- Thomas Manners, I conte di Rutland, nobile inglese (n. 1492 - Bottesford, † 1543)

## O(2)
- Thomas Osborne, I duca di Leeds, nobile e politico inglese (York, n. 1632 - Easton Neston, † 1712)
- Thomas Osborne, IV duca di Leeds, nobile, politico e magistrato inglese (n. 1713 - St. James's, † 1789)

## P(3)
- Thomas Pakenham, II conte di Longford, nobile irlandese (n. 1774 - † 1835)
- Thomas Pelham, II conte di Chichester, nobile e politico inglese (Londra, n. 1756 - Londra, † 1826)
- Thomas Percy, I conte di Worcester, nobile inglese (n. 1343 - Shrewsbury, † 1403)

## R(2)
- Thomas Radcliffe, III conte di Sussex, nobile britannico († 1583)
- Thomas Randolph, I conte di Moray, nobile (n. 1278 - † 1332)

## S(5)
- Thomas Seymour, I barone Seymour di Sudeley, nobile inglese (Wulfhall - Londra, † 1549)
- Thomas Stafford, nobile inglese (n. 1533 - Londra, † 1557)
- Thomas Stanley, I conte di Derby, nobile britannico (n. 1435 - Lancashire, † 1504)
- Thomas Stanley, II conte di Derby, nobile britannico (Middlesex, † 1521)
- Thomas Stucley, nobile e militare britannico (Ilfracombe - Ksar El Kebir, † 1578)

## T(6)
- Thomas Taylour, I conte di Bective, nobile e politico irlandese (n. 1724 - † 1795)
- Thomas Taylour, I marchese di Headfort, nobile e politico irlandese (n. 1757 - † 1829)
- Thomas Hay-Drummond, XI conte di Kinnoull, nobile scozzese (Bath, n. 1785 - Torquay, † 1866)
- Thomas Onslow, II conte di Onslow, nobile inglese (Thames Ditton, n. 1754 - Clandon Park, † 1827)
- Thomas Dyke Acland, nobile inglese (n. 1752 - † 1794)
- Thomas Fermor, I conte di Pomfret, nobile inglese (n. 1698 - Carshalton, † 1753)

## V(1)
- Thomas Villiers, I conte di Clarendon, nobile e politico inglese (n. 1709 - Watford, † 1786)

## W(6)
- Thomas West, III barone De La Warr, nobile inglese (n. 1577 - † 1618)
- Thomas West, II barone De La Warr, nobile inglese (n. 1556 - Wherwell, † 1602)
- Thomas West, IX barone De La Warr, nobile britannico (n. 1475 - † 1554)
- Thomas West, VIII barone De La Warr, nobile britannico (n. 1457 - † 1525)
- Thomas Wharton, I marchese di Wharton, nobile e politico inglese (n. 1648 - † 1715)
- Thomas Wriothesley, I conte di Southampton, nobile e politico britannico (Londra, n. 1505 - Londra, † 1550)